# Начикинское сельское поселение
Начикинское се́льское поселе́ние — муниципальное образование в Елизовском районе Камчатского края Российской Федерации.
Административный центр — посёлок Сокоч.

## История
Статус и границы сельского поселения установлены Законом Камчатской области от 29 декабря 2004 года № 255 «Об установлении границ муниципальных образований, расположенных на территории Елизовского района Камчатской области, и о наделении их статусом муниципального района, городского, сельского поселения».

## Население
| 2010  | 2012  | 2013  | 2014  | 2015  | 2016  | 2017  |
| ----- | ----- | ----- | ----- | ----- | ----- | ----- |
| 1304  | ↗1316 | ↗1321 | ↘1312 | ↘1301 | ↘1299 | ↘1284 |
| 2018  | 2019  | 2020  | 2021  | 2023  |       |       |
| ↘1265 | ↘1252 | ↘1187 | ↗1427 | ↘1362 |       |       |

## Состав сельского поселения
| № | Населённый пункт | Тип населённого пункта          | Население |
| - | ---------------- | ------------------------------- | --------- |
| 1 | Ганалы           | село                            | →1        |
| 2 | Дальний          | посёлок                         | →62       |
| 3 | Малки            | село                            | ↘19       |
| 4 | Начики           | посёлок                         | ↘295      |
| 5 | Сокоч            | посёлок, административный центр | ↘809      |